# Renouée maritime
Polygonum maritimum
Espèce
Classification phylogénétique
La renouée maritime (Polygonum maritimum) est une espèce de plante à fleurs vivace du genre Polygonum (des renouées) et de la famille des Polygonacées.

## Description
Haute de 10 à 50 cm elle se reconnaît notamment à ses feuilles de couleur glauque, et à ses petites fleurs blanches naissant à l'aisselle des feuilles. Elle possède une racine ligneuse à la base, beaucoup plus importante que sa partie hors sol ce qui lui permet visiblement de résister à la sécheresse du climat méditerranéen et aux hautes température du sable où elle pousse. Ses feuilles coriaces, épaisses, enroulées sur les bords, longues de 10 à 15 mm sur 5 l'aident à limiter sa transpiration. On lui prête la propriété, en infusion, d'éliminer les calculs rénaux d'où son nom "Sciappa pedra" ( "casse pierre").
Sa floraison a lieu d'avril ou mai à octobre.

## Habitat
Elle pousse sur les sables du littoral, sur les côtes rocheuses et au bord des routes.

## Répartition
L'espèce est présente dans tout le bassin méditerranéen, ainsi que sur les côtes de la Manche et de l'Atlantique.

## Statut
En France, cette espèce est protégée dans les régions Basse-Normandie, Bretagne et Pays de la Loire (Article 1).